# 1990 UA2
1990 UA2 är en asteroid i huvudbältet som upptäcktes den 21 oktober 1990 av den japanska astronomen Takeshi Urata vid Nihondaira-observatoriet.